# ワンボックスカー
ワンボックスカー（1BOXカー）とは、自動車の車体形状を表す用語の一つで、ボンネットがないか極めて短いボンネットを持つ箱形ボディの小型商用車とその派生車種の乗用車を指す。

## 概要
ワンボックスとは、ボディの空間を箱にみたて、空間がひとつだけのものという意味であり、ワンボックスカーとは、そのボディスタイルをもつ車を指す言葉として使用される日本発祥で、日本で用いられている用語。マーケティングのために考案され、主に販売系で使用されたことから一般に広まった。ニュースなど報道ではしばしば「ワゴン車」と呼ばれる。
日本自動車工業会では統計調査上、同様のボディスタイルをキャブオーバー型の名で統計がとられる。これは、このボディスタイル車種の構造としてはキャブオーバーが主であり、外見からはリアエンジンやアンダーフロア式ミッドシップ、セミキャブオーバーの判別が難しいことや、これらの相対数が少ないため、キャブオーバー型として1つにカテゴライズしている。
貨物保護のため箱型の荷室を持つボディを架装し、積載性を優先させた商用車をバン、それを居住空間として定員数の増加や快適性に振った乗用車をワゴン（「バン」と「ワゴン」は類義語であるため、初期にはコーチという呼称が主流だった）と自動車メーカーは呼称していた。このスタイルの車種拡販に伴い、商用車ではボンネットを持つ2ボックススタイルのライトバンとの区別、乗用車ではセダンベースのステーションワゴン・エステートワゴンとの区別のため、ワンボックスカーと呼ばれる。
運転席がフロントオーバーハングの高い位置となるため、特に前端の見切りが良く、エンジンルーム上のスペースも利用できるため、同サイズのボンネット型に比べ、収容力に優れる。
反面、全長に対するホイールベースの短さや車高の高さは、ピッチが大きくなりがちで、ロードホールディングも悪く、操縦安定性と走行性能を背の低い乗用車並にすることは難しい。ただ、ロール、ヨーについては、アンダフロアエンジンであるため重心は見た目ほど高くはなく、むしろ総じて良好だとさえ言われている。ドライバーが揺さぶられるように感じるのは、エンジンよりも高い位置にドライバーズシートがあるためのモーメントによるものである。基本的にフロントミッドシップエンジン・リアドライブの為、ドリフトも存外簡単だとされる。

## 沿革

### 1960年代前半
この形態の車で最も初期に登場した日本車は、1960年に登場した日野・コンマースであった。構造的には縦置きエンジンを前軸前に搭載する前輪駆動 (FF) のセミキャブオーバーで、従来であれば短いボンネットを持つスタイルとなるところを、前軸を運転席下に後退させエンジン部分まで運転席に取り込むことでキャブオーバースタイルとしている。商用車としては駆動方式から重積載に適さなかったことや後輪駆動に対して技術的に未熟であったことから故障が多発したことなどから、販売不振によりわずか2年ほどで生産を終了している。
続く1961年にはスバル・サンバーが登場した。この車種は軽自動車初のキャブオーバースタイルバンであると同時に、大きな成功を収め、現在まで続くロングセラーモデルとなった。なお構造的には、キャブ下にエンジンが搭載されるキャブオーバーはなく、リアオーバーハングに当時の主流であった空冷2ストロークエンジンを横置き搭載するリアエンジン車である。

### 1960年代後半
小型トラックのセミキャブオーバーからキャブオーバースタイルへの移行期にあたり、エンジン配置をリアエンジンやキャブオーバーとするなど、各社が様々な構成のトラックをベースにバン（パネルバン）、コーチ（ワゴン）を展開する。
1966年、マツダ・ボンゴがリアエンジン方式（水冷・4ストローク・縦置き）のキャブオーバースタイルで誕生する。3列シート8人乗りのコーチを擁し、ワンボックスカーという呼称が生まれていなかった当時、ワンボックスカー全体が'"ボンゴ型車"'と呼ばれるほど代表的な存在となった。1967年、トヨタ・ミニエースがキャブオーバー（空冷・4ストローク・縦置き）構成で発売され、翌1968年（昭和43年）には、3列シート7人乗りのコーチを追加する。1968年、三菱・デリカがキャブオーバー（水冷・4ストローク・縦置き）構成で発売され、翌1969年には、3列シート9人乗りのコーチを追加する。このキャブオーバー（水冷・4ストローク・縦置き）、運転席下の前輪という構成が、その後のワンボックスカーのスタンダードとなる。1969年、ダットサン・サニーキャブ/日産・チェリーキャブがキャブオーバー（水冷・4ストローク・縦置き）構成で発売され、3列シート8人乗りのコーチを擁する。前輪位置を車体前部（運転席足下）としホイールベースが長いのが特徴である。

### 1970年代以降
商用車から派生した乗用モデルの販売促進のため、貨物車臭を払拭し、ファミリーカーの新ジャンルとしてのイメージアップを図るべく、自動車メーカー自身がワンボックスカーという呼称を用い一般化したため、乗用モデルだけではなく、キャブオーバースタイルのライトバンまでもがそう呼ばれるようになった。
市場性が認められると、乗用車では商品性を増す改良が一段と加速した。外装にはメタリックカラーが用いられ、さらにオプションで用意された派手なデカールを設定し、ハイルーフ化に続き、アッパーグレードでは意匠を凝らしたサンルーフが追加されるなど、内外装を高級化しつつあった。内装にも従来よりも複雑で豪華なトリムを使用し、回転対座シートなどのギミックとも言える装備で競い合うなど、独特な価値観で一時代を築いた。
一方、長年質実剛健な商用車であることを求められた軽ワンボックスカーだが、1980年に富士重工業（現：SUBARU）がサンバー4WDを発売すると、レジャー用多用途車としてのニーズが生まれた。1981年、ダイハツ工業がハイゼットバンをベースにレジャー向け乗用車としての装備を充実させたハイゼット・アトレーを発売すると、富士重工、スズキ自動車、三菱自動車工業、本田技研工業など同業他社もそれに続き、登録車同様の賑わいを見せていくことになる。
バブル期以降、操縦性能や走行性能に磨きをかけ、V型6気筒エンジンやインタークーラー付ディーゼルターボエンジンや当時最新の電子デバイスを投入したモデルも登場し、高速巡航を専らとした走行性能においては一定の評価を得つつある。

### 安全性への対応とミニバン
その後日本の普通車では、一時期、乗用と商用を共通化したモデル やSUVとプラットフォームを共用するモデル で縦置きエンジン・後輪駆動方式のセミキャブオーバー化が見られたが、より衝突安全性、操縦安定性、乗り心地に優れ、多くの車種との設計・コンポーネンツの共用化で開発・生産コストが低い前輪駆動方式のミニバン へと移行して行き、乗用登録でキャブオーバーの車種は、クラッシャブルゾーンを確保する車体寸法に余裕のある車種のみと、非常に少なくなっている。
日本では乗員数の多い普通車が市場に受け入れられセダンに代わる乗用車のマーケットとなった事や、世界的な衝突安全性への対処のため、商用車をベースとしたキャブオーバースタイルのワンボックス乗用車から、ワンボックスカー並の座席数を確保できるミニバンへと乗用車開発の軸足を移し、購入層もそれらに新味とメリットを見出したことで、ワンボックス乗用車からミニバンへと移行していった。
普通乗用車ではミニバンの定着にともないワゴンとの区別、また商用車では車体サイズによる2ボックススタイルとワンボックススタイルの棲み分けによる双方の区別、がマーケティングの上で重要性を持たなくなったため、ワンボックスカーという呼称がカテゴリ区分から姿を消しつつある。

このため、商用車が主体となったワンボックスカー相当の車に対して、一部の自動車メディアではトラック業界でパネルバンを表す箱車という用語も使われている。ただし、壮年期以上の世代は今でも「ワンボックス（タイプ）」の呼称をこれらの車に対して使うことが多い。
軽乗用車では車体寸法の制約から、エンジン搭載位置を前席下とするキャブオーバーの他リアエンジンやアンダーフロア式ミッドシップを踏襲し、操縦安定性と衝突安全性向上のため前輪を前進させ短いが明瞭なボンネットを持つセミキャブオーバータイプのボディーとした軽商用車とその派生車種の軽乗用車が引き続き生産されている。これらの車種は、従来のワンボックスカーのエンジン配置構造のまま前輪位置変更とクラッシャブルゾーンの付加が行われたことや、ミニバンとすると軽トールワゴンのポジションが不明瞭になることなどから、スズキ以外の各社は ワンボックスカーかミニバンかはマーケティング上明確にしていない。

## 使用例
- 1981年 徳大寺有恒著、三推社刊の「間違いだらけのワンボックスカー選び」で書名として使用されている。

## 注意
- 「箱型」とは車検証表記では、硬い屋根のついた車を示す表記でセダンやクーペに使用される。ワンボックスは、日本発祥の用語で、ボディの空間を箱にみたて空間がひとつだけのものという意味で使用される。

## 日本のワンボックスカー

### 登録車
乗用車のほとんどがすでに通常の前輪駆動方式の後継車種へと移行しているが、中には、トヨタのグランビア/グランドハイエース、3代目タウンエース/5代目ライトエースや、三菱・デリカスペースギアのように、FF化以前に一世代のみセミキャブオーバー型を経たものもある。
◎は現行モデルに乗用グレード（3もしくは5ナンバー）あり。
△はマイクロバス（2ナンバー）あり。
- トヨタ・ハイエース◎△
- トヨタ・タウンエース（ダイハツ・グランマックスのOEM）
- 日産・キャラバン◎△
- マツダ・ボンゴ/ボンゴブローニィ（ボンゴはダイハツ・グランマックス、ブローニィはトヨタ・ハイエースのOEM）
- ダイハツ・グランマックス
- いすゞ・コモ◎△（日産・キャラバンのOEM）

#### 過去に発売されていた登録車
- 日産・バネット（現行であるNV200バネットは1BOXではない）
- 日産・バネットラルゴ
- 日産・ホーミー
- 三菱・デリカスターワゴン
- デリカカーゴ（商用車）
- スバル・ドミンゴ
- ダイハツ・デルタワイド（トヨタ・タウンエースのOEM）
- いすゞ・ファーゴ
- 三菱・デリカ/デリカカーゴ（商用車 日産・NV200バネットのOEM)
- トヨタ・ライトエース
- トヨタ・レジアスエース

### 軽自動車
発売順不同
- トヨタ・ピクシスバン（ダイハツ・ハイゼットOEMモデル）
- 日産・クリッパーリオ（現在はスズキ・エブリイワゴンOEMモデル）
- 日産・クリッパーバン（現在はスズキ・エブリイOEMモデル（ガソリン車）で、EV車は三菱・ミニキャブEVOEMモデル）
- マツダ・スクラム（スズキ・エブリイ / スズキ・エブリイワゴンOEMモデル）
- スズキ・エブリイ
- スバル・サンバー（現在はハイゼットおよびアトレーOEMモデル）
- ダイハツ・ハイゼット / アトレー
- 三菱・タウンボックス（現在はスズキ・エブリイワゴンOEMモデル）
- 三菱・ミニキャブ（EV車は自社生産。EV車を除く現在はスズキ・エブリイOEMモデル）
- ホンダ・N-VAN

#### 過去に発売されていた軽自動車
いずれも車名として発売されていたもの
- ホンダ・ストリート
- スバル・ディアスワゴン（2009年からダイハツ・アトレーOEMモデル）
- ホンダ・アクティ
- ホンダ・バモス/バモスホビオ
- スズキ・キャリイバン（現在はエブリイとして販売）

## 海外
フランスなどヨーロッパにもOne-Boxと呼ばれる車両のカテゴリがあり、Monobox、Monospace(fr:monocorps)などとも呼ばれている。商用バンだけでなく、ルノー・トゥインゴなどの日本でいうところのコンパクト・ハッチバックや、ミニバン(1.5box)、カウンタックタイプも含んでしまい、日本よりも広い意味で使われている。